# Byskræppe
Byskræppe (Rumex longifolius), også skrevet by-skræppe, er en 40-100 cm høj urt, der vokser på næringsrig bund ved veje og nær bebyggelse. Den ligner kruset skræppe, men bladene har kun bølget rand (ikke kruset) og blomsterne er uden "bruskkorn" og sidder i tætte stande.

## Beskrivelse
Byskræppe er en flerårig urt med en stift opret vækst. Stænglen er kraftig, hårløs og let furet. Bladene sidder spredt, og de et lancetformede med bølget rand. Det første år dannes dog kun en grundstillet roset af blade. Oversiden er blank og glat, mens undersiden er lysegrøn og mere mat.
Blomstringen sker i juli-september, hvor de små enkeltblomster sidder samlet i endestillede, tætblomstrede toppe. Frugterne er små, trekantede nødder.
Planten har en meget dybtgående pælerod, som øverst er forlænget i en lodret rodstok. Det giver den rigeligt med oplagsnæring, sådan at den kan klare de mest barske forhold, når først den er etableret.
Højde x bredde og årlig tilvækst: 1 x 0,20 m (100 x 20 cm/år).

## Voksested
Udbredt i Nordeuropa, inklusive Island og Skotland, men formentlig naturaliseret i Danmark, hvor den vokser hist og her på næringsrig bund ved veje, omkring bebyggelser og på affaldspladser.
I 1996 koloniserede arten Surtsey samtidig med bl.a. alm. engelsød, gåsepotentil, høstborst, strandannelgræs og vellugtende gulaks
| Portal | Portal:Botanik |

## Note
1. ↑  Thorleifur Einarsson: Vulkanøya Surtsey, Island. Plantelivet. Kronologisk oversigt over planternes gradvise etablering på Surtsey (norsk)